# Patemon (Bojongsari)
Patemon is een bestuurslaag in het regentschap Purbalingga van de provincie Midden-Java, Indonesië. Patemon telt 3477 inwoners (volkstelling 2010).